# Słupsk (stacja kolejowa)
Słupsk – stacja kolejowa w Słupsku, jedna z największych na terenie województwa pomorskiego. Jest to stacja węzłowa, linia kolejowa nr 202 z Gdańska Głównego do Stargardu krzyżuje się tutaj z linią kolejową nr 405, łączącą stację Piła Główna z przystankiem osobowym Ustka. Według klasyfikacji PKP ma kategorię dworca wojewódzkiego. Zatrzymują się tu wszystkie pociągi pasażerskie.

## Ruch pasażerski
| Rok  | Wymiana roczna | Wymiana pasażerska na dobę | miejsce w Polsce |
| ---- | -------------- | -------------------------- | ---------------- |
| 2017 | 2 520 000      | 6 900                      | 33               |
| 2018 | 1 350 000      | 3 700                      | 61               |
| 2019 | 1 530 000      | 4 200                      | 66               |
| 2020 | 1 100 000      | 3 000                      | 58               |
| 2021 | 1 390 000      | 3 800                      | 57               |
| 2022 |                | 6 000                      | 61               |

## Położenie i infrastruktura
Stacja położona jest w zachodniej części centrum miasta, przy ul. H. Kołłątaja 32, i oddziela śródmieście od wielkopłytowych osiedli mieszkaniowych z lat 70. XX wieku. Dworzec zamyka ul. Wojska Polskiego, dawniej główną arterię miasta. Stacja pasażerska posiada trzy perony, z czego peron trzeci jest przedłużeniem peronu drugiego i, jako peron czołowy, obsługuje wyłącznie pociągi REGIO w kierunku Ustki. Perony połączone są z dworcem przejściem podziemnym. Stacja towarowa położona jest dokładnie naprzeciwko dworca pasażerskiego. Tory stacyjne zostały zelektryfikowane w 1988. Stacja dysponuje zarówno semaforami świetlnymi, jak i kształtowymi.
W wyniku zmniejszenia rangi Słupska jako węzła kolejowego, duża część infrastruktury stacyjnej została rozebrana; dawne warsztaty ZNTK zostały zburzone, a w ich miejscu wybudowano hipermarket sieci Kaufland. Zabytkową lokomotywownię, architektonicznie wzorowaną na pilskiej i wieże wodne rozebrano w początkach XXI wieku. Tzw. „mały dworzec”, który obsługiwał ruch pasażerski przed przeniesieniem stacji bliżej Śródmieścia, został zburzony w 2011.

## Historia

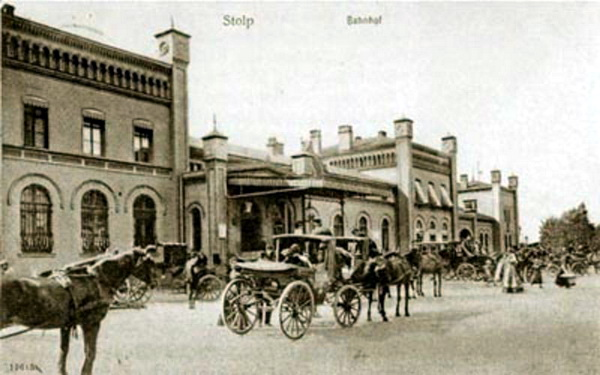
Dworzec w 1869

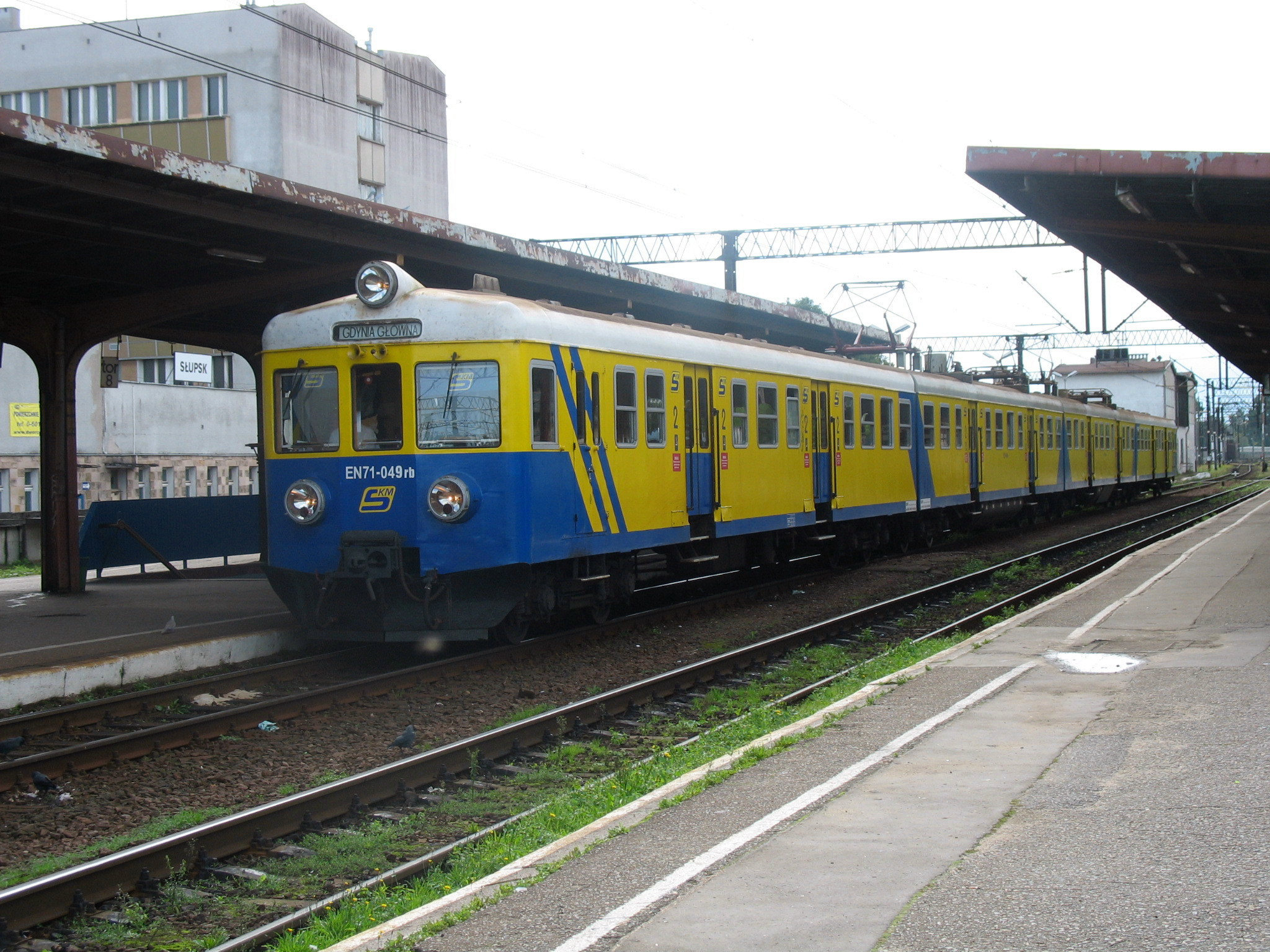
Skład trójmiejskiej SKM na peronie 1. stacji w Słupsku przed przebudową

Pierwsze połączenie kolejowe, od strony Koszalina, zostało uruchomione 1 lipca 1869. Jednocześnie oddano do użytku zaplecze kolejowe wraz z „małym dworcem”, położonym na terenie dzisiejszych warsztatów naprawczych wagonów. Kolejne połączenia otwierano: we wrześniu 1870 do Gdańska, w 1878 do Piły i Ustki, w 1894 do Dębnicy Kaszubskiej (w 1906 przedłużona do Budowa) i odcinki wąskotorowe do Smołdzina i Cecenowa (przekute na normalnotorowe w latach 1913 - 1933). Słupsk stał się ważnym węzłem kolejowym, a szczególną popularnością cieszyły się codzienne połączenia do Ustki. W latach 20. XX wieku wybudowano w Słupsku parowozownię na 24 stanowiska. Miała ona dwie obrotnice i kształt wachlarza. Po wojnie przystosowano ją także do obsługi spalinowozów.
Wkroczenie Armii Czerwonej do miasta bardzo negatywnie wpłynęło na sytuację kolei w Słupsku. Żołnierze radzieccy rozebrali linie kolei powiatowych do Budowa i Smołdzina, a także drugi tor na obecnej linii kolejowej nr 202 na odcinku Słupsk-Lębork. Ucierpiał także dworzec, zniszczony w znacznej części i nigdy już nieodbudowany w swojej przedwojennej formie. Niemniej, już w niecałe trzy miesiące po zajęciu miasta, 27 maja 1945 przywrócono połączenie pasażerskie z Lęborkiem, a później z Ustką, Koszalinem, Piłą i innymi miastami regionu. Jako że duża część infrastruktury zachowała się, miasto nie straciło swojego węzłowego znaczenia. W 1975 utworzono tu Dyrekcję Rejonową Kolei Państwowych, przekształconą w 1983 w Rejon Przewozów Kolejowych, a osiem lat później - w 1991 w Zakład Przewozów Pasażerskich. Wtedy też oddano do użytku nowy budynek dworca.
W latach 90. XX wieku Słupsk zaczął powoli tracić na znaczeniu jako węzeł kolejowy. W 1997 likwidacji uległy Zakłady Naprawcze Taboru Kolejowego, a w 1999 rozwiązano Zakład Przewozów Pasażerskich. Wtedy stacja i wagonownia Słupsk zostały podporządkowane Pomorskiemu Zakładowi Przewozów Regionalnych. Po 2000 lokomotywownia została przejęta przez Zakład Taboru w Gdyni, co de facto oznaczało jej likwidację. Od 2008 działają jedynie warsztaty naprawcze wagonów przy ul. Grunwaldzkiej. W 2009 podjęto próbę likwidacji kluczowych połączeń dalekobieżnych, łączących miasto m.in. z Warszawą i Poznaniem, została ona jednak wycofana wskutek protestu mieszkańców.
Od 2007 do Słupska dojeżdżają pociągi trójmiejskiej SKM, które na trasie Trójmiasto-Słupsk zastąpiły Przewozy Regionalne. Od 2015 roku w sezonie letnim przez stacje kursuje pociąg "Słoneczny" spółki Koleje Mazowieckie jadący z Warszawy do Ustki.
Od 10 grudnia 2017 pociągi trójmiejskiej SKM przestały kursować na odcinku Lębork – Słupsk.
15 kwietnia 2024 roku rozpoczęto rozbiórkę starego dworca w celu przygotowania terenu pod budowę nowego obiektu dworcowego. Przewidziany termin oddania nowego gmachu do użytku to 2026 rok. W ramach budowy drugiego toru na linii kolejowej nr 202 rozpoczęto również prace nad przebudową układu torowego stacji.

## Połączenia lokalne całoroczne
- Gdynia Główna
- Olsztyn Główny
- Tczew
- Elbląg
- Malbork
- Bydgoszcz
- Koszalin
- Białogard
- Szczecin Główny
- Miastko
- Szczecinek
- Ustka